# Kambsheiði
Kambsheiði är en hed i republiken Island.   Den ligger i regionen Västlandet, i den västra delen av landet, 110 km nordväst om huvudstaden Reykjavík.
Inlandsklimat råder i trakten. Årsmedeltemperaturen i trakten är 0 °C. Den varmaste månaden är juli, då medeltemperaturen är 11 °C, och den kallaste är november, med −4 °C.